# Gamera gegen Barugon – Frankensteins Drache aus dem Dschungel
Gamera gegen Barugon – Frankensteins Drache aus dem Dschungel (jap. 大怪獣決闘 ガメラ対バルゴン, Daikaijū Kettō: Gamera Tai Barugon, dt. „Duell der Riesenmonster: Gamera gegen Barugon“) (alternativ: Dragonwars – Krieg der Monster, Godzilla – Monster des Grauens, Godzilla – Der Drache aus dem Dschungel oder Panik! Dinosaurier bedrohen die Welt) ist ein japanischer Monsterfilm (Kaijū Eiga) aus dem Jahr 1966 und der zweite Film der Gamera-Reihe. Er ist der erste Film dieser Reihe in Farbe. Produziert wurde der Film durch die Daiei-Studios.

## Handlung
Der Film beginnt mit einer kurzen Zusammenfassung der Geschehnisse aus dem ersten Teil. Gamera ist eine riesige, feuerspeiende und flugfähige Schildkröte, die Jahrtausende im Eis der Arktis eingeschlossen war. Als dort ein Flugzeug abstürzte und dessen Ladung, eine Atombombe, explodierte, wurde das Monster befreit, welches daraufhin Japan angriff. Erst durch die Operation Z, in dem Gamera in eine Rakete eingeschlossen und zum Mars geschossen wurde, konnte sich die Menschheit vor ihm retten. Hier setzt die Handlung des zweiten Films ein.
Die Rakete kollidiert mit einem Meteor, wodurch Gamera sich befreien kann und zurück auf die Erde nach Japan gelangt. Um seinen Hunger nach Wärme und Energie zu stillen, greift Gamera die Kurobe-Talsperre an und zerstört sie. Daraufhin wendet er sich einem ausgebrochenen Vulkan auf der anderen Seite der Welt zu.
Der Pilot Keisuke Hirata hat derweil seinen Job in Osaka gekündigt und investiert sein letztes Gehalt für eine Expedition seines Bruders Ichiro. Dieser hat während des Zweiten Weltkrieges in Neuguinea einen Opal in der Größe eines Footballs gefunden. Da Ichiro aber in amerikanische Kriegsgefangenschaft geriet, versteckte er den Juwel und will ihn nun teuer an einen Interessenten verkaufen. Keisuke wird für seinen gehbehinderten Bruder an der Expedition teilnehmen und dabei vom Bootsoffizier Kawajiri und dem verschlagenen Onodera begleitet. Der Plan sieht vor, dass Kawajiri Keisuke und Onodera mit gefälschten Papieren als Matrosen an Bord der Awaji Maru einschleust.
Nach 25 Tagen Überfahrt erreicht das Schiff Neuguinea. Kawajiri, Keisuke und Onodera gehen unter dem Vorwand, Gebeine ihrer im Krieg gefallenen Kameraden zu bergen, an Land und erreichen dort ein Eingeborenendorf, dessen Bewohner die japanische Armee unterstützten. Zudem lebt der japanische Forscher Dr. Matsushita seit zehn Jahren im Dorf, wo er mit seiner, mittlerweile verstorbenen, Frau an tropischen Krankheiten und deren Bekämpfung forschte und seitdem kein Interesse an einer Rückkehr nach Japan hat. Als Keisuke dem Forscher und seiner japanisch-sprechenden Assistentin Karen eröffnet, eine nahegelegene Höhle untersuchen zu wollen, versuchen die beiden, sie davon abzubringen, da die Höhle im Tal des Regenbogens ist und von dort noch niemand zurückkehrte. Onodera macht jedoch von seiner Schusswaffe Gebrauch, um die Unumstößlichkeit ihrer Expedition festzulegen.
Die Gruppe reist daraufhin zur Höhle, sie müssen auf dem Weg dorthin viele Hindernisse wie den Dschungel und Treibsand überwinden. Doch es gelingt ihnen sowohl die Höhle als auch den Opal zu finden. Der Finder Kawajiri bemerkt jedoch nicht, dass ihm ein Skorpion die Beine hochkrabbelt. Nur Onodera bemerkt dies und verschweigt dies aus Habgier sowohl ihm als auch Keisuke. Kawajiri wird daraufhin gestochen und stirbt kurz darauf. Während Keisuke noch um ihn trauert, will Onodera den Opal begutachten. Jedoch findet Keisuke sein Verhalten verdächtig und verlangt dafür die Herausgabe der Pistole, die Onodera ihm aushändigt. Der Verdacht bestätigt sich, als Onodera mit Handgranaten die Höhle sprengt und Keisuke für tot oder verschüttet hält.
Keisuke überlebt jedoch, wird ins Dorf der Eingeborenen gebracht und dort medizinisch versorgt. Als er erwacht, eröffnet er Karen die wahren Absichten der Expedition und den Fund des Opals. Karen und Dr. Matsushita bitten Keisuke, den Stein in die Höhle zurückzubringen, da dieser ein großes Unglück heraufbeschwört und kein Edelstein ist. Doch um was es sich handelt, können sie nicht sagen. Da Onodera jedoch den Stein hat, entscheiden sich Karen und Keisuke ihm nach Japan zu folgen, um den Stein zu holen und eine Katastrophe abzuwenden.
Onodera ist derweil wieder auf der Awaji Maru auf dem Weg zurück nach Japan. Er wird vom Schiffsarzt Dr. Satō mit Verdacht auf Malaria behandelt und dieser verordnet ihm auf Grund einer aufkeimenden Hautkrankheit an den Füßen eine Infrarotbestrahlungstherapie. Während der Therapie wird Onodera von einem Matrosen zu einer Partie Mah-Jongg eingeladen. Den Opal versteckt er in der Jackentasche, auf die mittlerweile die Infrarotleuchte gerichtet ist. Dies hat den Effekt, dass die Jacke verbrennt, der Opal herausfällt und ebenfalls bestrahlt wird. Daraufhin schlüpft aus dem vermeintlichen Edelstein ein Reptil, das schnell wächst und das Schiff somit leck schlägt. Die Awaji Maru sinkt im Hafen von Kōbe, die Besatzung, darunter Onodera, kann sich aber retten.
Ichiro und sein Interessent finden Onodera, der ihm vorlügt, dass Keisuke und Kawajiri bei einem Sturz von einer Klippe ums Leben gekommen sind. Da der vermeintliche Edelstein nun auf dem Grund des Hafens liegt, legt der Interessent den Kauf erstmal auf Eis. Kurz darauf erblicken sie ein riesiges Reptil mit einem großen Horn, das durch den Hafen von Kōbe schreitet und ihn sowie die Stadt zerstört. Ichiro und Onodera fliehen nach Osaka, während die Armee versucht das Monster, das über eine sehr lange Zunge verfügt, zu töten. Daraufhin bewegt sich das Monster auf Osaka zu.
Nach ihrer Flucht überlegen Ichiro und Onodera, wie sie noch an den „Edelstein“ kommen können. Dazu wollen sie einen Taucher engagieren, der, wenn es nach Onodera ginge, noch während der Wirren, die das Ungeheuer verursacht hat, das Wrack absuchen soll. Ichiro will allerdings damit warten, doch Onodera beharrt darauf und verrät sich aus Versehen selbst, dass er für die vermeintlichen Tode von Kawajiri und Keisuke verantwortlich ist. Rasend vor Wut greift Ichiro Onodera an, unterliegt aber aufgrund seiner Gehbehinderung Onodera. Im Kampf wird auch Ichiros Frau in Mitleidenschaft gezogen. Onodera wirft zwei Spindschränke auf Ichiro, stiehlt ihm all sein Geld und überlässt Ichiro seinem Schicksal, der zusammen mit seiner Frau durch das Ungeheuer seinen Tod findet.
Die Armee ist nicht in der Lage, das Ungeheuer zu verletzen. Dieses kontert mit einem Kältestrahl, dass es aus seiner Zungenspitze absprüht und Osaka komplett in Eis hüllt. Die Armee sieht sich gezwungen ihre Taktik zu ändern und das Ungeheuer aus der Ferne anzugreifen. Zu dem Zweck sollen einige Raketen von einer nahegelegenen Abschussbasis darauf abgefeuert werden. Doch das Ungeheuer setzt einen Regenbogen ein, der aus seinem Rücken kommt und alles zerstört, was er berührt. Die Energie, die der Regenbogen ausstrahlt, lockt Gamera an, der seinen Hunger daran stillen möchte. Es kommt zum Kampf zwischen den Riesenmonstern, den Gamera anscheinend für sich entscheiden kann. Jedoch nutzt das Ungeheuer seinen Kältestrahl, um Gamera einzufrieren, der daraufhin zusammenbricht. Das Ungeheuer, das von der mittlerweile mit Keisuke in Japan angekommenen Karen als Barugon identifiziert wird, dreht die Riesenschildkröte auf den Rücken und macht mit seiner Zerstörungsorgie weiter.
Nachdem Karen und Keisuke seinen Bruder und dessen Frau tot vorgefunden haben, finden sie Onodera in seinem Heim. Dieser versucht, Keisuke zu beschwichtigen und glaubt nicht, dass der Edelstein ein Ei war, aus dem Barugon geschlüpft ist. Es kommt zum Kampf, den Keisuke mit Karens Hilfe für sich entscheiden kann. Genauso wie es Onodera zuvor mit Ichiro getan hat, fesselt Keisuke ihn und überlässt ihn seinem Schicksal.
Daraufhin begeben sich Keisuke und Karen zum Hauptquartier der Armee, wo Karen die Schwachpunkte Barugons erklärt: Er ist ein Landtier, im Wasser kann er seine Fähigkeiten nicht einsetzen und stirbt. Außerdem hat er eine Schwäche für helles Licht, was ihn unweigerlich anzieht. Dies will Karen mit einem Diamanten aus ihrem Dorf erreichen, damit er in einen See gelockt und dort ertränkt werden kann. Sofort macht sich ein Hubschrauber mit dem Diamanten auf, doch Barugon beachtet ihn gar nicht, weswegen die Armee an Karen zweifelt. Erst die Involvierung Dr. Satōs macht deutlich, dass Onodera und seine Infrarotbestrahlung für den schnellen Wachstum des Ungeheuers verantwortlich seien. Daraufhin wird eine Maschine vorgestellt, die mit Hilfe von Rubinen gewisse Strahlen erzeugen kann, die so umgebaut werden könnte, dass ein Infrarotstrahl mit Hilfe eines Diamanten erzeugen könnte. Damit diese Änderung vorgenommen und die Maschine auf eine mobile Einheit aufgesetzt werden kann, wird eine weitere Schwäche von Barugon ausgenutzt: Da er bei Regen bewegungsunfähig ist, wird er mit künstlichem Regen festgesetzt.
Nach der Fertigstellung der Maschine wird Barugon mit den Strahlen angeleuchtet, denen er tatsächlich folgt. Dieser Plan wird von den Radiosendern live kommentiert, was den mittlerweile durch seine Frau befreiten Onodera dazu anstiftet, den Diamanten zu stehlen. Gerade als Barugon am Ufer eines tiefen Sees ist, dringt Onodera auf der mobilen Einheit ein und stiehlt den Diamanten. Keisuke kann ihn nicht aufhalten. Onodera flieht, wird daraufhin von Barugon erwischt und mit dem Diamanten gefressen. Keisuke ist verzweifelt und der Armee bleibt nichts anderes übrig, als Barugon wieder mit künstlichem Regen zu lähmen.
Als Keisuke und Karen die von Barugon zerstörte Raketenabschussbasis besichtigen, findet Keisuke einen Autospiegel. Dabei kommt er auf die Idee, dass der Regenbogen von Barugon, der in der Lage ist alles zu zerstören aber von sämtlichen Spiegeln reflektiert wird, auf Barugon zurückgeschleudert werden könnte. Dies führt er anhand eines Beispiels in Form eines Schweißbrenners vor, der sich quasi selbst zerstören würde, wenn die Flamme nicht vom Brenner wegginge. Aufgrund dessen wird auf dem Kajika eine Satellitenschüssel zu einem riesigen Spiegel umgebaut und mit ferngesteuerten Artilleriegeschützen umgeben, die Barugon beschießen, um so einen Regenbogen zu provozieren. Tatsächlich schießt Barugon einen ab und wird aufgrund des Spiegels selbst getroffen und schwer verletzt. Allerdings stirbt er nicht, so dass der Plan gescheitert ist.
In Osaka beginnen derweil die eingefrorenen Landstriche aufzutauen, was auch Gamera ins Leben zurückholt. Sofort fliegt er zu dem See, an dem sich Barugon befindet und fordert ihn zum zweiten Kampf. In diesem ist Gamera klar überlegen und gewinnt diesen auch, indem er Barugon in den Hals beißt und ihn in den See zieht, wo er schließlich ertrinkt. Gamera fliegt daraufhin weg. Keisuke beschließt, Karen nach Neuguinea zu folgen und dort zu leben, da er die Geldgier der Menschen nicht mehr ertragen kann.

## Verwirrung um den Filmtitel im deutschsprachigen Filmverleih
Wie bei einigen der japanischen Monsterfilme versuchte der deutsche Filmverleih auch hier mit werbewirksamen Marken anderer Monsternamen für höheren Absatz zu sorgen. Für diesen Film wurde das mit Gamera konkurrierende Riesenmonster Godzilla verwendet, welches selber häufig mit anderen Marken wie Frankenstein oder King Kong beworben wird. Dieser Film trägt einen Alternativtitel namens Godzilla – Der Drache aus dem Dschungel. Dazu wurden die Namen der Monster in diesem Film umgeändert; Gamera wird hier in der deutschen Synchronisation nach seinem Gegner Barugon genannt, während Barugon den Namen Godzilla erhielt. Auch auf der 2003 erschienenen DVD des Films, der hier den Namen Dragon Wars – Krieg der Monster trägt, wird mit Godzilla auf dem Cover und dem Backcover geworben. Das Originalmonster der Tōhō Studios, die mit Daiei konkurrierten, ist hierbei nicht zu sehen. Zudem gibt es eine Fantasy Collection, in der die Filme Targoor, Killer Beast und Godzilla: Monster des Grauens enthalten sind. Bei dem Godzilla Film handelt es sich ebenfalls um einen Gamera Film in dem Gamera jedoch nicht vorkommt aber erwähnt wird. Es handelt sich dabei um den Film Gamera gegen Barugon in dem jedoch alle Szenen mit Gamera raus geschnitten wurden.

## Uraufführungen
- Japan: 17. April 1966
- Deutschland: 3. Mai 1967[1]

## Kritik
„Primitiver Horrorfilm, der nicht zur eigentlichen ‚Godzilla‘-Serie gehört und auch nicht deren naiven Charme besitzt.“